# Orthotrichum laevigatum
Orthotrichum laevigatum là một loài Rêu trong họ Orthotrichaceae. Loài này được J.E. Zetterst. mô tả khoa học đầu tiên năm 1862.